# (9999) Wiles
(9999) Wiles (4196 T-2) – planetoida z grupy pasa głównego asteroid okrążająca Słońce w ciągu 4,79 lat w średniej odległości 2,84 j.a. Odkryta 29 września 1973 roku.